# Pachyphytum machucae
Pachyphytum machucae är en fetbladsväxtart som beskrevs av I. Garcia Ruiz, C. Glass och M. Chazaro Basanez. Pachyphytum machucae ingår i släktet Pachyphytum och familjen fetbladsväxter. Inga underarter finns listade i Catalogue of Life.